# 秋田県警察部
秋田県警察部（あきたけんけいさつぶ）は、戦前の内務省監督下の秋田県が設置した府県警察部であり、秋田県内を管轄区域とする。
1948年（昭和23年）3月6日に廃止となり、秋田県警察部は国家地方警察秋田県本部と秋田市警察などの自治体警察に再編されることになった。

## 沿革
- 1875年（明治8年）11月 秋田県庁に警察所を設置。
- 1875年（明治8年）12月 秋田県第四課に改称。
- 1876年（明治9年）3月 秋田県警察所に改称。
- 1880年（明治13年）4月 秋田県警察本署に改称。
- 1886年（明治19年）8月 秋田県警察本部に改称。
- 1890年（明治23年）10月 秋田県警察部に改称。
- 1905年（明治38年）4月 秋田県第四部に改称。
- 1907年（明治40年）7月 秋田県警察部に改称。
- 1928年（昭和3年）7月 特別高等警察課を設置。
- 1945年（昭和20年）10月 特別高等警察が廃止。
- 1946年（昭和21年）10月 公安課（公安警察）を設置。

## 組織
1927年（昭和2年）時点
- 警務課
- 高等警察課
- 刑事課
- 保安課
- 衛生課
- 工場課

## 警察署
1927年（昭和2年）時点
- 秋田警察署
- 花輪警察署
- 小坂警察署
- 大館警察署
- 鷹巣警察署
- 米内沢警察署
- 能代警察署
- 二ツ井警察署
- 五城目警察署
- 船川警察署
- 土崎警察署
- 本荘警察署
- 亀田警察署
- 矢島警察署
- 象潟警察署
- 大曲警察署
- 刈和野警察署
- 六郷警察署
- 角館警察署
- 横手警察署
- 角間川警察署
- 浅舞警察署
- 増田警察署
- 湯沢警察署
- 西馬音内警察署

## 歴代部長
| 代 | 官職名                 | 氏名       | 就任日         | 退任日         | 前職                     | 後職                     | 備考                      |
| -- | ---------------------- | ---------- | -------------- | -------------- | ------------------------ | ------------------------ | ------------------------- |
| -  | 一等警部 警察所長      | 深津無一   | 1875年12月28日 | 1878年3月26日  | 調査掛                   | 弘前裁判所               |                           |
| -  | 一等警部 警察所長      | 安野美範   | 1878年3月28日  | 1879年9月23日  | 土木掛                   | 殉職                     |                           |
| -  | 五等警部 警察所長      | 高城守久   | 1879年9月23日  | 1880年1月15日  | 秋田署長                 | 警察所安寧係             |                           |
| -  | 四等警部 警察所長      | 藤田諒蔵   | 1880年1月15日  | 1880年4月20日  | 第一課長                 | 庶務課長                 |                           |
| -  | 四等警部 警察本署長    | 小田切秀雄 | 1880年4月20日  | 1881年1月17日  | 庶務課長                 | 依願免本官               |                           |
| -  | 四等警部 警察本署長    | 藤田諒蔵   | 1881年1月17日  | 1881年6月14日  | 庶務課長                 | 依願免本官               |                           |
| -  | 三等警部 警察本署長    | 高城守久   | 1881年6月15日  | 1881年8月19日  | 本荘署長                 | 警察本署                 |                           |
| -  | 一等警部 警察本署長    | 粟屋和平   | 1881年8月19日  | 1881年12月7日  | 愛知県一等警部           | 判事                     |                           |
| -  | 警部長心得 警察本署長  | 小川弘水   | 1881年12月26日 | 1882年3月1日   | 勧業課長                 | -                        |                           |
| 1  | 警部長 警察本署長      | 小川弘水   | 1882年3月1日   | 1886年7月20日  | -                        | -                        |                           |
| 1  | 警部長 警察本部長      | 小川弘水   | 1886年7月20日  | 1888年1月6日   | -                        | 秋田県書記官             |                           |
| 2  | 警部長 警察本部長      | 大鳥居次郎 | 1888年1月6日   | 1889年9月20日  | 高知県警部長             | 岡山県収税長             |                           |
| 3  | 警部長 警察本部長      | 大野右仲   | 1889年9月20日  | 1886年7月20日  | 山形県南村山郡長         | -                        |                           |
| 3  | 警部長 警察部長        | 大野右仲   | 1890年10月11日 | 1892年8月1日   | -                        | 青森県警部長             |                           |
| 4  | 警部長 警察部長        | 増永洋吉   | 1892年8月1日   | 1894年9月19日  | 青森県警部長             | 福島県警部長             |                           |
| 5  | 警部長 警察部長        | 田中義達   | 1894年9月19日  | 1897年4月26日  | 香川県典獄               | 非職                     |                           |
| 6  | 警部長 警察部長        | 椎原国太   | 1897年4月26日  | 1899年4月8日   | 警視庁警視               | 依願免本官               |                           |
| 7  | 警部長 警察部長        | 久保敏樹   | 1899年4月8日   | 1900年8月8日   | 非職佐賀県警部長         | 鹿児島県警部長           |                           |
| 8  | 警部長 警察部長        | 黒河内良   | 1900年8月8日   | 1901年8月20日  | 青森県警部長             | 香川県警部長             |                           |
| 9  | 警部長 警察部長        | 野口能毅   | 1901年8月20日  | 1905年4月4日   | 佐賀県警部長             | 依願免本官               |                           |
| 10 | 警部長 警察部長        | 永田幸太郎 | 1905年4月4日   | 1905年4月19日  | 非職石川県警部長         | -                        |                           |
| 10 | 事務官 第四部長 警務長 | 永田幸太郎 | 1905年4月19日  | 1906年8月11日  | -                        | 京城理事庁警視           |                           |
| 11 | 事務官 第四部長 警務長 | 財部実秀   | 1906年8月11日  | 1906年7月13日  | 警視庁警視               | -                        |                           |
| 11 | 事務官 警察部長 警務長 | 財部実秀   | 1907年7月13日  | 1910年7月14日  | -                        | 北海道庁事務官・警察部長 |                           |
| 12 | 事務官 警察部長 警務長 | 野口淳吉   | 1910年7月14日  | 1912年12月30日 | 福井県事務官             | 北海道庁事務官           |                           |
| 13 | 事務官 警察部長 警務長 | 片岡文理   | 1912年12月30日 | 1913年6月13日  | 広島県事務官             | 樺太庁事務官             |                           |
| 14 | 警察部長               | 成毛基雄   | 1913年6月13日  | 1914年4月28日  | 富山県事務官・警察部長   | 熊本県警察部長           |                           |
| 15 | 警察部長               | 川上親俊   | 1914年4月28日  | 1915年7月1日   | 山梨県理事官             | 滋賀県警察部長           |                           |
| 16 | 警察部長               | 豊田勝蔵   | 1915年7月1日   | 1918年1月14日  | 鹿児島県理事官           | 静岡県警察部長           |                           |
| 17 | 警察部長               | 千葉了     | 1918年1月14日  | 1919年8月21日  | 静岡県理事官             | 朝鮮総督府理事官         |                           |
| 18 | 警察部長               | 木下信     | 1919年8月21日  | 1920年11月6日  | 長野県理事官             | 北海道庁拓殖部長         |                           |
| 19 | 警察部長               | 藤田傊治郎 | 1920年11月6日  | 1921年7月22日  | 兵庫県理事官             | 関東庁事務官             |                           |
| 20 | 警察部長               | 坪井勧吉   | 1921年7月22日  | 1922年10月16日 | 神奈川県理事官           | 岡山県警察部長           |                           |
| 21 | 警察部長               | 村地信夫   | 1922年10月16日 | 1924年6月27日  | 鹿児島県理事官           | 休職                     |                           |
| 22 | 警察部長               | 蔵原敏捷   | 1924年6月27日  | 1924年12月20日 | 千葉県警察部長           | -                        |                           |
| 22 | 書記官 警察部長        | 蔵原敏捷   | 1924年12月20日 | 1925年10月18日 | -                        | 神奈川県書記官・警察部長 |                           |
| 23 | 書記官 警察部長        | 福邑正樹   | 1925年10月18日 | 1926年9月28日  | 和歌山県書記官           | 埼玉県書記官・警察部長   |                           |
| 24 | 書記官 警察部長        | 今井亀三郎 | 1926年9月28日  | 1927年5月17日  | 新潟県事務官             | 休職                     |                           |
| 25 | 書記官 警察部長        | 中村恒三郎 | 1927年5月17日  | 1928年7月3日   | 鳥取県書記官・学務部長   | 広島県書記官・警察部長   |                           |
| 26 | 書記官 警察部長        | 佐藤正俊   | 1928年7月3日   | 1929年8月10日  | 長崎県書記官・学務部長   | 長野県書記官・警察部長   |                           |
| 27 | 書記官 警察部長        | 稲垣潤太郎 | 1929年8月10日  | 1930年8月28日  | 北海道庁部長・学務部長   | 北海道庁部長・警察部長   |                           |
| 28 | 書記官 警察部長        | 萱場軍蔵   | 1930年8月28日  | 1931年11月9日  | 島根県書記官・学務部長   | 岡山県書記官・警察部長   |                           |
| 29 | 書記官 警察部長        | 八田三郎   | 1931年11月9日  | 1931年12月24日 | 香川県書記官・学務部長   | 奈良県書記官・学務部長   |                           |
| 30 | 書記官 警察部長        | 内藤三郎   | 1931年12月24日 | 1932年3月31日  | 栃木県警視               | 栃木県書記官・警察部長   |                           |
| 31 | 書記官 警察部長        | 小山知一   | 1932年3月31日  | 1932年6月30日  | 群馬県書記官・学務部長   | 熊本県書記官・警察部長   |                           |
| 32 | 書記官 警察部長        | 山内逸造   | 1932年6月30日  | 1934年5月4日   | 島根県書記官・警察部長   | 熊本県書記官・警察部長   |                           |
| 33 | 書記官 警察部長        | 畠田昌福   | 1934年5月4日   | 1935年1月19日  | 東京府事務官             | 福島県書記官・警察部長   |                           |
| 34 | 書記官 警察部長        | 高橋静男   | 1935年1月19日  | 1937年7月8日   | 京都府学務課長           | 皇宮警察部長             |                           |
| 35 | 書記官 警察部長        | 森本雅雄   | 1937年7月8日   | 1939年7月12日  | 内務事務官               | 兵庫県書記官・学務部長   |                           |
| 36 | 書記官 警察部長        | 吉田政雄   | 1939年7月12日  | 1940年12月17日 | 愛知県地方事務官         | 厚生書記官               |                           |
| 37 | 書記官 警察部長        | 岡本三良助 | 1940年12月27日 | 1942年1月13日  | 興亜院書記官             | 栃木県書記官・経済部長   |                           |
| 38 | 書記官 警察部長        | 田中楢一   | 1942年1月13日  | 1942年7月7日   | 内務事務官               | 茨城県書記官・警察部長   |                           |
| 39 | 書記官 警察部長        | 中西久夫   | 1942年7月7日   | 1942年11月1日  | 東京地方事務官           | -                        |                           |
| 39 | 部長 警察部長          | 中西久夫   | 1942年11月1日  | 1944年8月2日   | -                        | 大使館一等書記官         |                           |
| 40 | 部長 警察部長          | 塩谷隆雄   | 1944年8月2日   | 1945年4月21日  | 福岡県地方警視           | 警視庁消防部長           |                           |
| 41 | 部長 警察部長          | 武岡憲一   | 1945年4月21日  | 1945年10月13日 | 厚生書記官               | 休職                     |                           |
| 42 | 部長 警察部長          | 宮脇倫     | 1945年10月13日 | 1945年10月27日 | -                        | -                        | 兼任・本務:秋田県内務部長 |
| 43 | 部長 警察部長          | 小田島助吉 | 1945年10月27日 | 1946年4月1日   | 秋田県部長・第二経済部長 | -                        |                           |
| 43 | 地方事務官 警察部長    | 小田島助吉 | 1946年4月1日   | 1946年7月13日  | -                        | 長野県経済部長           |                           |
| 44 | 地方事務官 警察部長    | 山田正雄   | 1946年7月13日  | 1948年3月6日   | 警視庁警視               | 岐阜県警察長             |                           |